# Трейси Лин Къри
Трейси Лин Къри (Tracy Lynn Curry, артистичен псевдоним: The D.O.C.) e американски рапър.

## Биография
Роден е на 10 юни 1968 в Хюстън, Тексас, САЩ. Мести се в Далас, Тексас, където става член на Fila Fresh Crew. Живее малко в Комптън, Калифорния, където има съвместни проекти и участия с рап групата N.W.A.
The D.O.C е допринесъл с песните си и като вокал при дебюта на Eazy E и Eazy-Duz-It.
Издал е следните албуми:
1. 1989: No One Can Do It Better
2. 1996: Helter Skelter
3. 2003: Deuce
4. 2008: Voice Through Hot Vessels